# Cibere vajda és Konc király
Cibere vajda (vagy bán) és Konc király a nagyböjtöt, illetve a farsangot jelképező alakok, az ő küzdelmüket, jelképes párviadalukat színre állító dramatikus játékokban. Cibere vajda neve a cibere böjti ételre utal, Konc királyé pedig a húsos, zsíros ételekre. 

## Európai elterjedése
A szerte Európában elterjedt szokásról Magyarországon a 16. század óta vannak feljegyzések. A legenda szerint Cibere vajda és Konc király vízkeresztkor és húshagyókedden harcol egymással:
- vízkeresztkor Konc király a győztes, és ezzel kezdődhet a farsang,
- húshagyókedden Cibere vajda győz, vagyis a böjt veszi át a hatalmat a farsangi konctól.

### Változatok
- Csíkmenaságon mindmáig a hagyományos farsangtemetés két főszereplője Konc király és Cibere vajda. Cibere vajda jellemzően böjti ételek alapanyagával díszíti ruháját, míg Konc király levesbe főtt csontokkal, csirkelábakkal, ékesíti sokatmondó öltözetét.
- Csíkrákoson hamvazószerda reggelén az öregek kiküldték a gyerekeket a falu melletti, Csere nevű dombra, hogy szedjék össze azokat a késeket, villákat, amelyeket verekedés közben Cibere és Konc elhullatott.
- Mezőkövesden a karddarabokat szedették össze ugyanígy.
- A Felvidéken a böjt végén csapott össze Kiszileves és Sódor viadalaként – ekkor természetesen Sódor győzött.

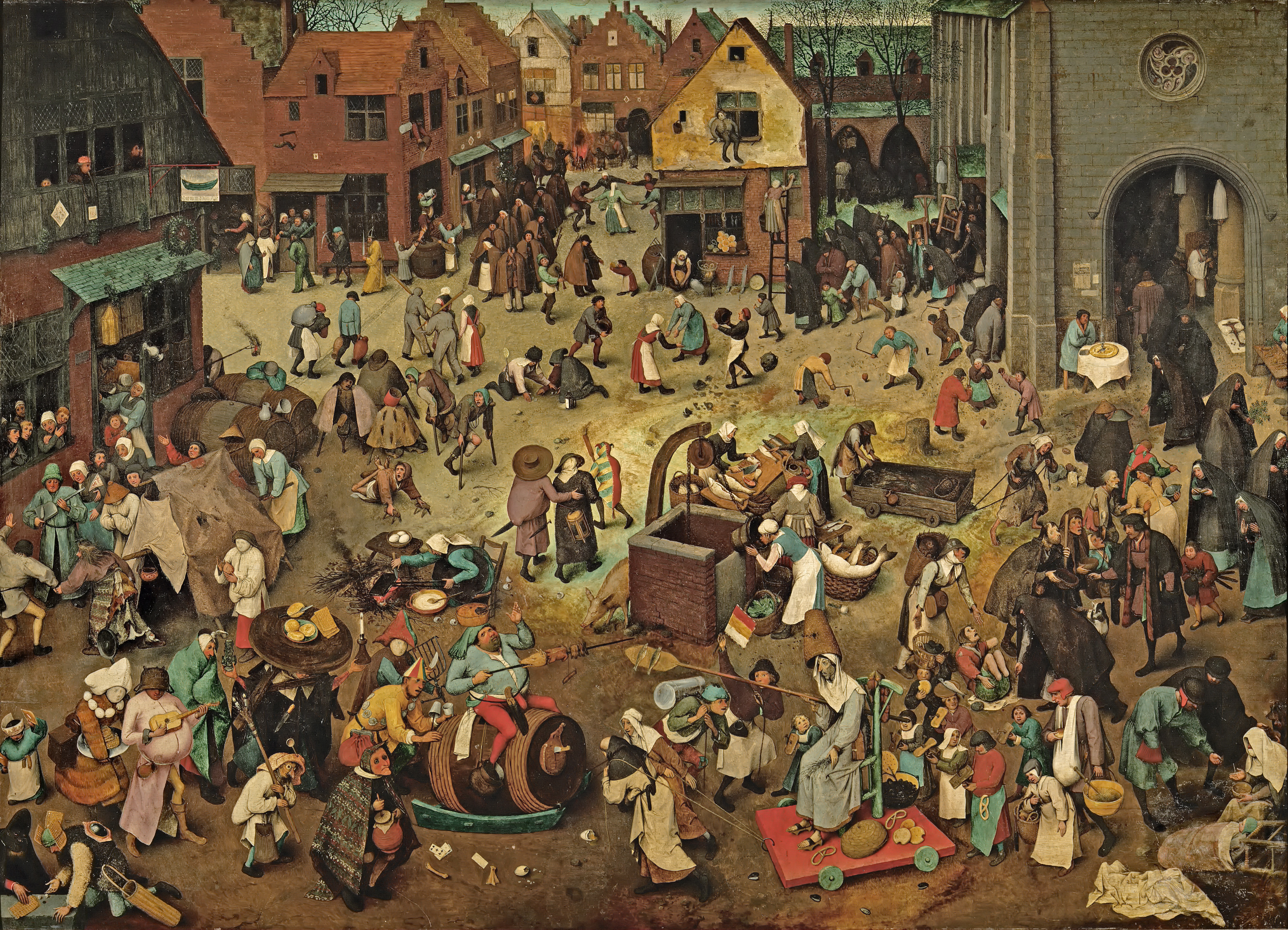
Idősebb Pieter Bruegel: Farsang és nagyböjt harca

Napjainkra a szokás főleg Erdélyben maradt fenn, ahol a tréfás küzdelmet a farsangi szokások részeként szalmabábokkal is eljátszották. 
Szkhárosi Horvát András írta Kétféle hitről című énekében: „Ütközet nagy lesz mindenkor a farsangban, Mikor Cibere bán beszáll az Bánságban, Konc vajda haragszik, dúl-fúl haragjában, Mert nincs tisztessége az negyvenhat napban. Ó mely szemérem ez a sós szalonnának, Az disznósódarnak, hogy füstön hallgatnak, De csak lencse, borsó tisztességben vagynak, Az szegény kapások halat nem kaphatnak.”  
Cibere bán és Konc vajda küzdelmének szemléletes képi ábrázolása id. Pieter Bruegel 1559-es, A farsang és a nagyböjt csatája című képe. 